# Jeremy Gaubert
Pour les articles homonymes, voir Gaubert.
Jeremy Gaubert (né le 18 août 1983) à Thibodaux est un joueur de poker  professionnel américain. Il est surtout connu pour avoir remporté l'édition 2009 du World Poker Open. Il est également cofondateur de mttbacking.com, un site consacré à l'assistance aux joueurs de poker en ligne.

## Parcours

### Jeu en ligne
Gaubert se fait connaître comme l'un des meilleurs joueurs en ligne dans le monde. Entre 2007 et 2009, il participe à de nombreux tournois en ligne, notamment le Sunday Million sur PokerStars et le Sunday Mulligan. Le 2 novembre 2008, il remporte un tournoi sur Full Tilt Poker avec un gain de 61 837,50 dollars. Le 25 janvier 2009, il remporte le prestigieux tournoi rebuy sur PokerStars avec 31 593,75 dollars. Il remporte de nouveau le Sunday Mulligan le 26 avril 2009, en encaissant 52695 dollars. Le total de ses gains lors de tournois en ligne est estimé par Cardplayer à plus de 1,3 million de dollars.

### Main Event WSOP 2008
Les World Series of Poker 2008 a vu Gaubert faire son premier deep run dans le main Event. Il termine 58e sur 6 844 participants avec un gain de 115 800 dollars. Pendant l’événement, plutôt que de porter les vêtements publicitaires de sponsors, il porte une casquette d'un jaune vif "LSU".

### 2009 World Poker Open
La première victoire majeure de Jérémy Gaubert réclamée dans un tournoi a lieu en 2009 avec le World Poker Open à Robinsonville dans le Mississippi. Il bat une table finale qui comprend le vainqueur du 2003 World Series of Poker Chris Moneymaker.

## Vie personnelle
Gaubert est né à Thibodaux (Louisiane), où il vit avec sa femme. Il est diplômé de Nicholls State University en 2008. 